# イエナ・アウエルシュタットの戦い
イエナ・アウエルシュタットの戦い（ドイツ語：Schlacht bei Jena und Auerstedt）は、ナポレオン戦争中の1806年10月14日、ドイツのテューリンゲン、イエナおよびアウエルシュタットで行われた戦闘。ナポレオン1世率いるフランス帝国軍と、フリードリヒ・ヴィルヘルム3世率いるプロイセン王国軍が交戦した。
この戦いの結果、プロイセン軍は甚大な損害を被り、その後の追撃戦で完全に壊滅、プロイセン全土がフランス軍に制圧された。特にアウエルシュタットにおいては、ルイ＝ニコラ・ダヴーが2倍のプロイセン軍を破っている。

## 背景
1805年、ナポレオンはアウステルリッツの戦いで勝利し、第三次対仏大同盟を崩壊させた。神聖ローマ帝国は解体され、フランスの影響下に置かれたライン同盟が結成、これによってフランスの覇権は中部ドイツまでおよぶこととなった。ナポレオンはライン同盟諸邦に約20万のフランス軍を駐屯させたが、これは領域を接するプロイセンに危機感を抱かせ、プロイセン国内に反ナポレオンの愛国者たちを生み出すこととなった。
当初、プロイセン王フリードリヒ・ヴィルヘルム3世はフランスとの開戦に必ずしも賛成ではなかった。これは国王の消極的で優柔不断な性格もあるが、プロイセンとフランスの国力差を考慮した情勢判断の結果でもある。しかし、王妃ルイーゼ、プロイセン王子ルイ・フェルディナントといった反ナポレオンの急先鋒はさかんに王を焚き付け、ついに開戦の決意を固めさせた。
1806年7月、プロイセンはイギリス、ロシア、ザクセン、スウェーデンとともに第四次対仏大同盟を結成、フランスに対抗する姿勢をあらわにした。8月末、プロイセンはフランスにライン諸邦に駐屯する軍の撤収を要請した。これは事実上の宣戦布告であった。
プロイセン軍は、約15万の兵力を動員し、ライン諸邦に分散するフランス軍の各個撃破を計画した。この時、エルベ川流域でフランス軍を迎え撃ち、ロシアの援軍を待つという作戦も提示されたが、これは消極的に過ぎるとして却下された。しかし、攻勢を決定したにもかかわらず、プロイセン軍の動員は遅々として進まなかった。また、指揮権の所在が明確でないため、作戦計画はまとまらず、各軍の連携は不完全なものとなった。プロイセン軍の南下が開始されたのは、ようやく9月末のことだった。こうしたプロイセン軍の初動の遅れは、フランス軍に態勢を整える時間を与えることとなった。
宣戦布告を受け取ったナポレオンだったが、当初はプロイセン軍の動きを見守っていた。9月末、敵の目標がマインツ方面への進撃と判断したナポレオンは、ただちに分散していた20万の兵力をバンベルクに結集し、逆にプロイセン野戦軍を撃破する作戦を立てた。ナポレオンが立てた作戦は次のようなものであった。まず、モルティエの第8軍団をマインツに置いて、進撃してくるプロイセン軍の対処とし、後方連絡線を保持する。残りの全軍は、テューリンゲン近郊に存在すると見られるプロイセン軍の側面に右翼から回りこむように機動し、戦略的包囲によって敵野戦軍を一挙に撃破しようというものだった。

## 両軍の戦力

### フランス帝国軍
- 皇帝親衛隊（16,000名） - ナポレオン・ボナパルト
- 第1軍団（20,000名） - ジャン＝バティスト・ジュール・ベルナドット
- 第3軍団（27,000名） - ルイ＝ニコラ・ダヴー
- 第4軍団（32,000名） - ニコラ＝ジャン・ド・デュ・スールト
- 第5軍団（22,000名） - ジャン・ランヌ
- 第6軍団（20,000名） - ミシェル・ネイ
- 第7軍団（17,000名） - ピエール＝フランソワ＝シャルル・オージュロー
- 騎兵予備軍団（28,000名） - ジョアシャン・ミュラ
- 総兵力 - 182,000名

ラザール・カルノーに始まる一連の改革によって、フランス軍は国民兵と師団制を中心とした軍隊となった。1793年に導入された徴兵制は、フランス軍の動員兵力を飛躍的に増加させた。また、徴集された国民兵には従来の傭兵にはない強みがあった。すなわち、強い愛国心と、それを共有することによって生まれる団結力である。さらに逃亡の恐れが低いために、散兵戦術が使用できるようになった。
一方で、兵力の増加は指揮統制の困難を招いた。また、多方面での作戦を行うためには、従来の軍を1か所に集中させる編成では対応しきれなくなっていた。ここでカルノーが採用したのが師団制だった。師団は歩兵・騎兵・砲兵のいわゆる三兵戦術で構成され、独立して戦闘可能な単位だった。
ナポレオンはこれに改良を加え、師団の上位に軍団を設立した。軍団は独自の兵站組織を持ち、作戦レベルでの独立行動が可能な単位だった。これによってフランス軍は各軍団司令官の可能行動の幅を広げ、多方面にわたる戦力の柔軟な運用が可能となったのである。司令部通信能力の強化によって、一元的な指揮も維持することができた。この柔軟性に富んだ編成が、フランスの高度な兵站処理能力と組み合わさることにより、フランス軍は同時代の軍隊のなかでも特に高い機動力を獲得することに成功していた。

### プロイセン王国軍
- 中央軍（60,000名） - フリードリヒ・ヴィルヘルム3世、ブラウンシュヴァイク公カール・ヴィルヘルム・フェルディナント
- 左翼軍（42,000名） - ホーエンローエ大公フリードリヒ・ルートヴィヒ(Friedrich Ludwig)
- 右翼軍（28,000名） - エルンスト・フォン・リュッヒェル
- 予備軍（15,000名） - ヴュルテンベルク伯ヨハン・ダヴィッド・ルートヴィヒ
- 総兵力 - 145,000名

総司令官はフリードリヒ・ヴィルヘルム3世が務めたが、彼には軍事指揮官としての経験も能力もなく、実際の指揮は最先任将校のブラウンシュヴァイク公が執っていた。しかし、厳密に指揮権が規定されていたわけではなかったため、プロイセン軍の指揮系統はしばしば混乱した。加えて通信や伝令も徹底しておらず、指揮の不統一とあいまって各軍の連携は困難であった。連携の不備は進軍路の選択に悪影響を与え、結果としてプロイセン軍の機動力を低下させた。
総じてプロイセン軍の軍事編成や戦闘教義は七年戦争当時と大きな変化はなく、フランス軍に比べると旧式であることは否めなかった。マッセンバッハやシャルンホルストらは以前から改革の必要性を訴えていたが、軍部内では彼らは少数派であり、改革は部分的にしか実行されなかった。プロイセン軍が師団制を導入したのは、この1806年の動員時が初めてであった。

## 会戦に至る機動
フランス軍は3つに分かれ、まずライプツィヒ、およびドレスデンへ向けて分進合撃した。第5軍団・第7軍団はイエナ方面へ、親衛隊・第1軍団・第3軍団はナウムブルク方面へ、第4軍団、第6軍団はゲーラ方面へ、小規模な戦闘でプロイセン軍先鋒を撃破しつつ進軍した。このフランス軍の接近に対し、ブラウンシュバイクは決戦のための態勢を整え始めた。
10月9日の時点で、プロイセン軍主力のブラウンシュヴァイク軍はヴァイマル、ホーエンローエ軍はイエナ、リュッヒェル軍はエアフルト、予備のヴュルテンベルク軍はマクデブルクにあった。ブラウンシュヴァイクは、まずヴュルテンベルクに主力との合流を命令。次にリュッヒェルにザクセン・ワイマール公に10,000の分遣隊を与えてマインツ方面へ派遣し、フランス軍の後方連絡線を脅かすように命じた。ブラウンシュヴァイクは、ホーエンローエと合流し、決戦に挑むつもりであった。しかし、ここでもプロイセン軍の指揮と連絡の不徹底が災いし、行動に移る前にフランス軍が接近していた。
10月10日早朝、ランヌの第5軍団がザールフェルト近郊でホーエンローエ軍の先鋒であるプロイセン王子ルイ・フェルディナントの師団約8000名と接触、ザールフェルトの戦いが生起した。第5軍団は昼過ぎまでにプロイセン軍を撃破、指揮官のルイ・フェルディナントを戦死させた。プロイセン軍は死傷900名、捕虜1,800名の損害を出して後退、第5軍団の損害は200名あまりに過ぎなかった。
緒戦の敗北とルイ・フェルディナントの戦死は、プロイセン軍の士気を大きく低下させた。フランス軍が予想
以上に強大であることを知ったプロイセン軍は、撤退を考え始めた。本領まで後退し、ロシア軍の援軍を待ってから反撃に出るという一度は却下した作戦を、改めて実行しようとしたのである。しかし、撤退の是非をめぐって軍議は紛糾し、結論が定まらぬままにプロイセン軍は時間を浪費していった。
10月12日、ダヴーの第3軍団がナウムブルクを制圧、市街西方で野営地を張った。ベルナドットの第1軍団は同日夕刻に市街南方に到着、同様に野営地を張った。このナウムブルク制圧の一報はプロイセン軍を大いに動揺させた。フランス軍によって包囲されつつあることに気がついたのである。ここにおいてブラウンシュヴァイクは撤退を決断し、フリードリヒ・ヴィルヘルム3世もこれを承認した。

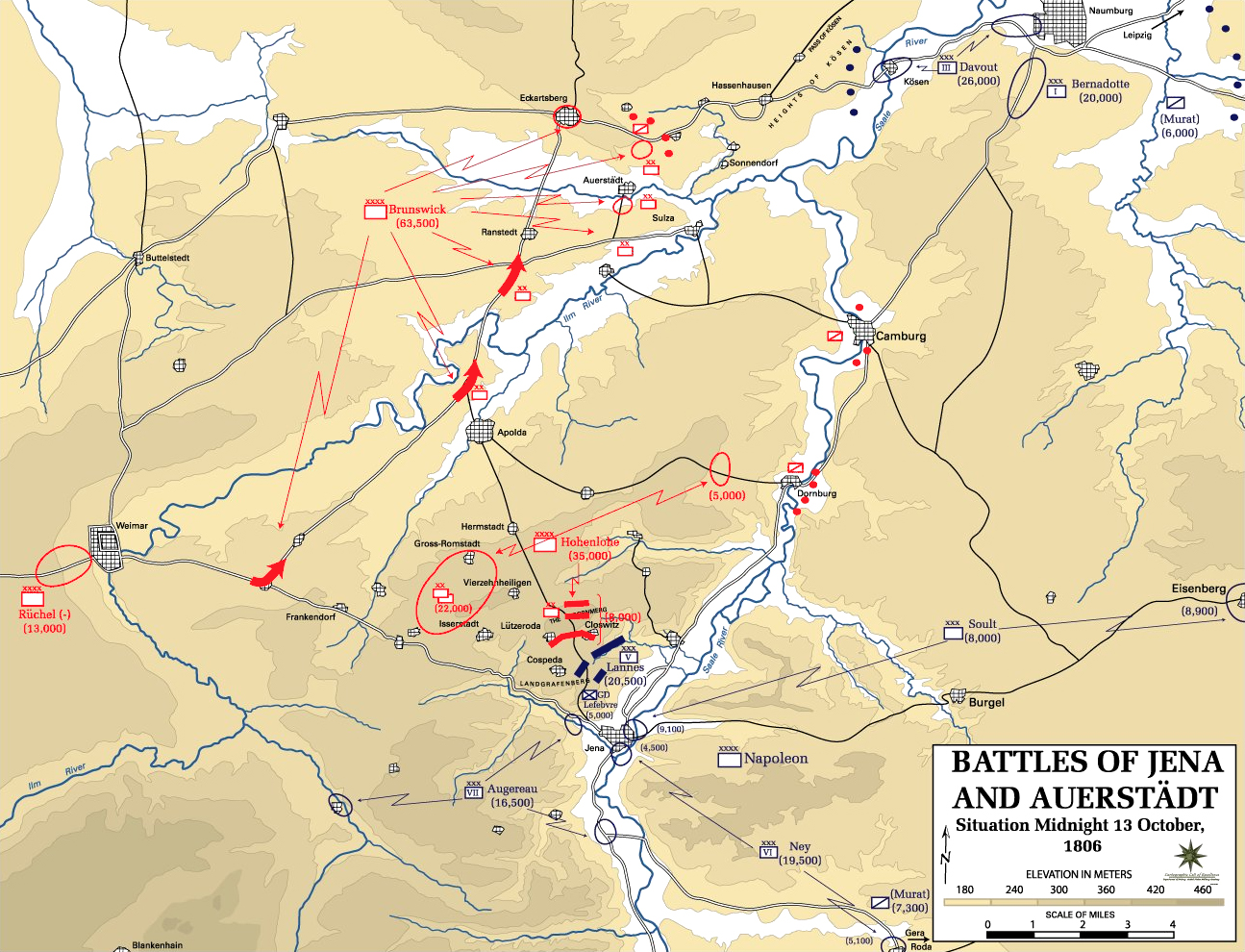
10月13日時点の両軍の位置

10月13日、ブラウンシュヴァイクは、ホーエンローエ軍にイエナ近郊で敵の前進を阻止し、主力の後退を援護するように命じた。さらにリュッヒェルに分遣隊を呼び戻させて、ホーエンローエに合流するよう命じた。しかる後、ブラウンシュヴァイクは主力をナウムブルク方面へと後退させ始めた。これが早朝のことであった。
同じころ、第5軍団がイエナに到着、市街の北方にホーエンローエ軍を発見した。この報告を受け取ったナポレオンは、これをプロイセン軍の主力であると考えた。ナポレオンはこの軍を撃破するべく、第4軍団、第6軍団に強行軍で本隊と合流するよう命じ、自身も親衛隊を率いてイエナへ向かった。
同日夕刻、第3軍団にはアポロダ方面へ向かい、プロイセン軍の後背をつくようにとの指令書が届いた。ダヴーは指令書の写しを作ってベルナドットに送った。参謀長ベルティエによる以下の注意書きが指令書にあったためである。
「貴官（ダヴー）がポンテ・コルヴォ公（ベルナドット）と共にある場合は、共に進軍してよろしい。ただし、皇帝は彼がドルンブルクにあることを願っている」
これはおそらくドルンブルクに存在するプロイセン軍分遣隊の対処のためであった。イエナのプロイセン軍が主力であると誤解していたナポレオンは、ドルンブルクの敵軍に側面を脅かされることを警戒し、また同地を確保することによって敵軍の退路をふさぐことができると考えたのである。しかし、この注意書きのために、ベルナドットの第1軍団は命令を墨守してドルンブルクへ向かうこととなり、ダヴーの第3軍団は単独でプロイセン軍主力と相対することとなる。

## イエナの戦い

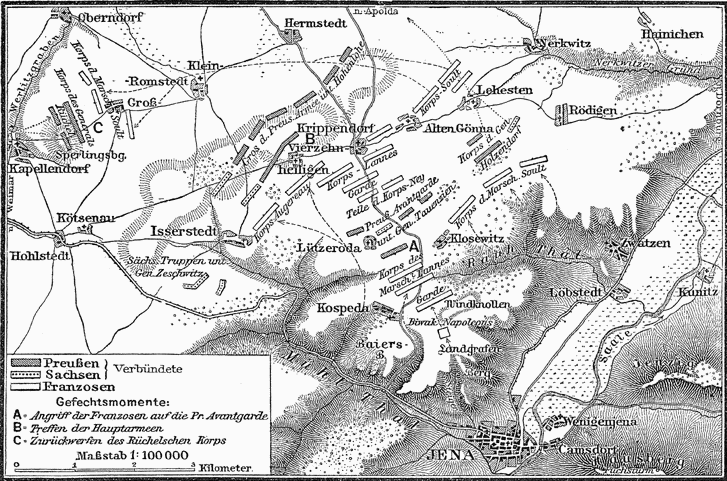
イエナの戦い

10月14日、この時点でフランス軍主力の集結は完全に終わっておらず、ナポレオンの手元にある戦力は45,000名、砲100門前後だった。ナポレオンは砲兵をラントグラフェルベルク山に上げ、火力支援が加えられるようにした。これに対し、プロイセン軍はホーエンローエ軍33,000名、砲120門。ザールフェルトでの損害に加え、ドルンブルクに側面防御のための5,000名を派遣していたので、さらに劣勢となっていた。ホーエンローエは前日のうちにリュッヒェルに援軍を要請していたが、彼らが到着する前にフランス軍は行動を開始した。
午前6時、フランス軍は攻撃を開始した。この日は濃霧が漂っていたが、それはフランス軍の行動を秘匿することとなり、一種の奇襲効果を生み出した。ランヌの第5軍団20,000名が先陣を切って中央へ進み、続いて右翼からスールトの第4軍団先鋒9,000名、左翼からはオージュローの第7軍団16,000名が進んだ。奇襲効果もあり、ほどなく第5軍団はクロズヴィッツとコスペダのプロイセン軍を撃退、戦線の中央を押し込んだ。これによってプロイセン軍の戦線は大きく歪み、崩壊の危機にさらされた。
午前9時、ホーエンローエは予備の部隊を投入してフランス軍の攻撃を防ぎ、その間に戦列の再編に取りかかった。フィールツェンハイリゲンを中心として、左翼はヘルムスフォッド、右翼はイゼルシュタットに至る防衛線を形成し、これに拠ってワイマール方面から向かってくるリュッヒェルの援軍を待つつもりであった。ナポレオンはここを好機と見て、全軍に積極的攻勢を命じた。

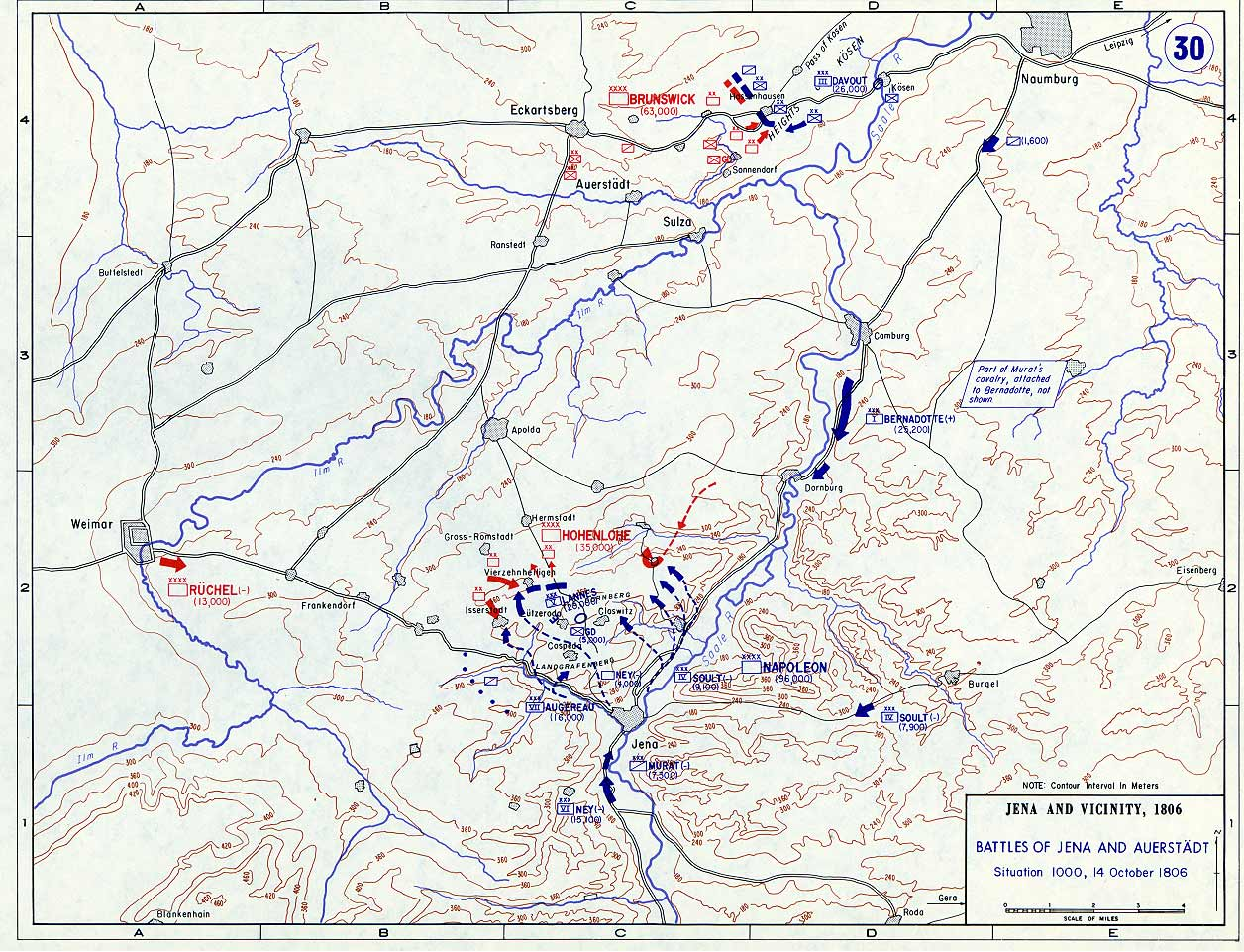
10月14日、午前10時時点の両軍の位置

この直後、ネイの第6軍団の先鋒4,000名が戦場に到着、ナポレオンからの命令を待たず、独断で第5軍団の左翼をすり抜けて突撃を開始した。当初は一定の成功を収めたものの、後に戦列を整えたプロイセン軍の反撃によって跳ね返された。突出して敵中に嵌まり込んだ第6軍団は、プロイセン騎兵の猛攻にさらされた。ナポレオンはベルトランに親衛隊の騎兵2個連隊を与えて救出に派遣するとともに、ランヌにネイの支援を命じた。
午前10時、ドルンブルクに派遣されていたプロイセン軍の分遣隊5,000名が戦場に到着、右翼のスールトの第4軍団へ攻撃を仕掛けた。スールトは歩兵と騎兵の協同によってこれを完全に撃退し、側面の安全を確保することに成功した。続けて第4軍団はヘルムスフォッドのプロイセン軍左翼を押し込み、グロス・ロムスタッドまで後退させた。
午前11時、第5軍団がフィールツェンハイリゲンを制圧、再びプロイセン軍の戦線中央に危機が訪れた。ここにおいてホーエンローエは全軍を後退させ、ヴァイマルへ至る街道方面へと全部隊を集中させた。いまやプロイセン軍の取れる選択肢は、リュッヒェルの支援を得て、戦場から撤退することだけであった。しかしこの街道上への集結により、プロイセン軍は遮蔽物のない状態で、村落の生垣を利用するフランス軍と銃撃戦を繰り広げることとなった。
午後1時、この時点でフランス軍は後続の集結も終わり、ほぼ全力が整っていた。一方、プロイセン軍は2時間にわたる銃撃戦で痛めつけられ、崩壊の一歩手前の状態であった。すでに一部の部隊が横列を組んでフランス軍の攻撃に耐えているのみだった。勝利を確信したナポレオンは総攻撃を命令した。

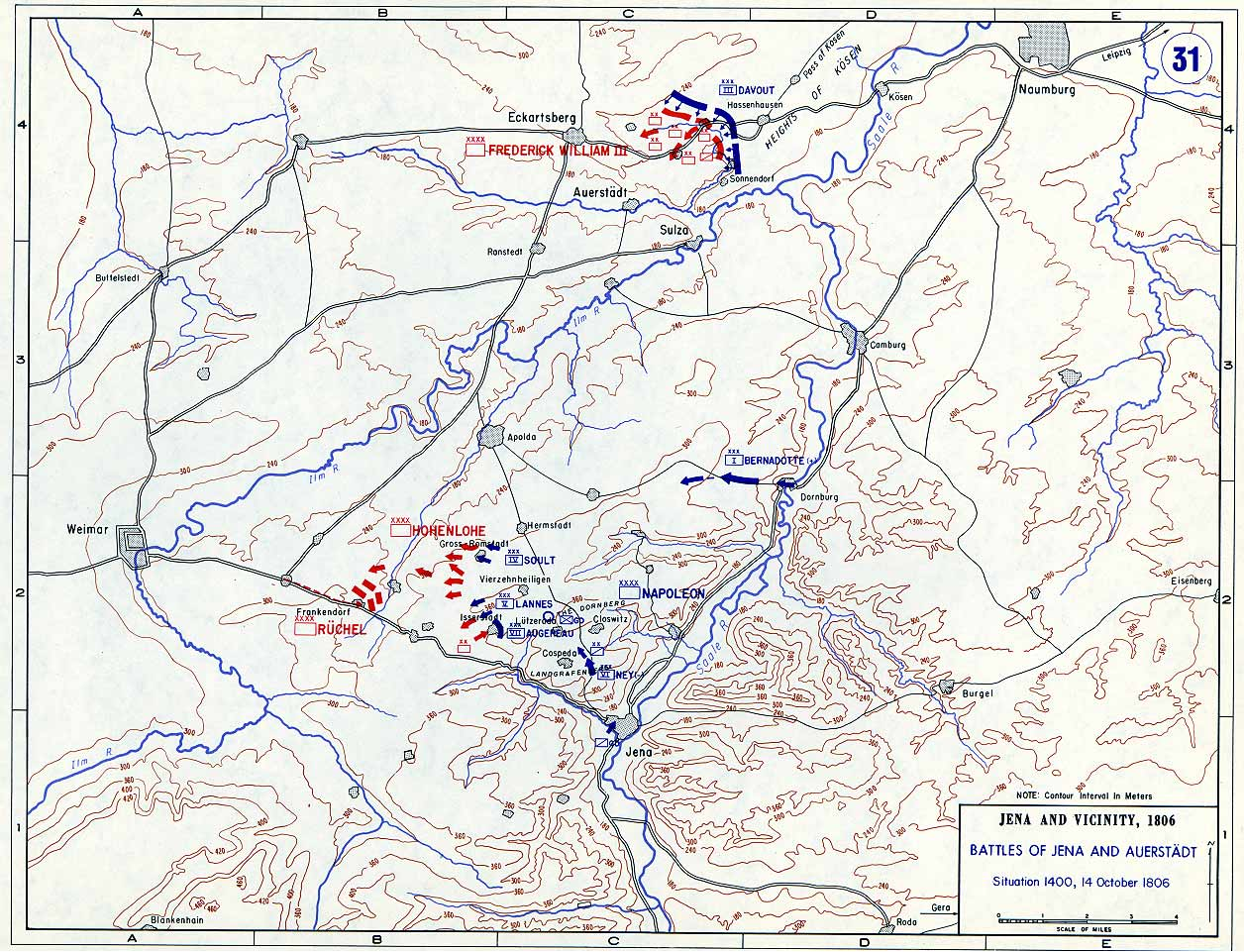
10月14日、午後2時時点の両軍の位置

午後2時、リュッヒェルの援軍13,000名が戦場に到着した。ところが、リュッヒェルは友軍の撤退を援護するのではなく、フランス軍へ向けて突撃を開始した。第5軍団・第6軍団・第7軍団がこれを迎え撃ち、優勢な兵力によって徹底的に撃破した。ここにおいて最後の予備兵力も消滅し、プロイセン軍は完全に崩壊した。総崩れに陥ったプロイセン軍に対し、フランス軍は追撃に移行、これにミュラの騎兵予備軍団も加わって敗兵を掃討した。プロイセン軍のわずかな残党は散り散りになって北方へと逃亡していった。
このイエナの戦いで、プロイセン軍は兵員25,000名、砲112門を失った。これに対し、フランス軍の損害は5,000名ほどに過ぎず、完全勝利と言えるものだった。もともと彼我の兵力差には大きな開きがあり、当然ともいえる勝利だったが、プロイセン軍主力を撃破したと考えていたナポレオンは勝利を大いに祝った。しかしこの同じ日、より重要な勝利が北方のアウエルシュタットで達成されていた。

## アウエルシュタットの戦い

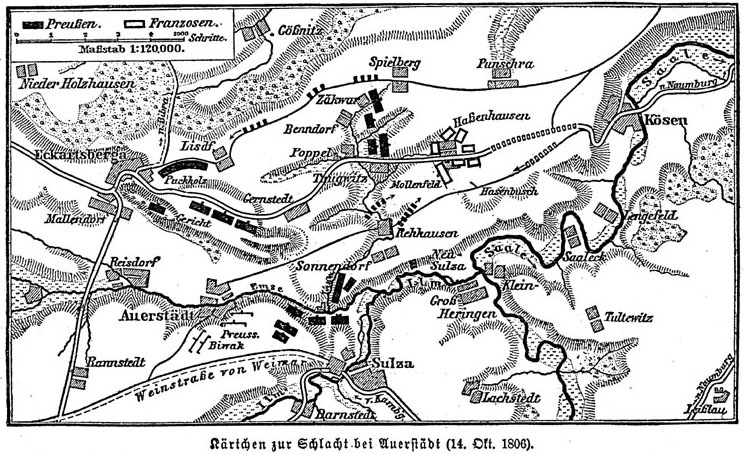
アウエルシュタットの戦い

10月14日早朝、ダヴーの第3軍団はナウムブルクを進発し、西方のケーゼンへ向かった。同じころ、ベルナドットの第1軍団は南方のドルンブルクへ向かった。そして、プロイセン軍はヴァイマルからエッカーツブルクを経由してナウムブルクへ向かっていた。
午前6時30分、第3軍団先鋒のギュダン師団はザーレ川を渡った。午前7時、ギュダン師団はハッセンハウゼン付近でプロイセン軍と接触、そのまま交戦に入った。イエナ同様、アウエルシュタットも濃霧で覆われており、両軍ともに交戦開始時点では敵軍の詳細をつかんでいなかった。ギュダンは最初の交戦で捕らえたプロイセン兵を司令部へ送り、ダヴーはこの捕虜から正面に存在するのが敵主力であるとの情報を引き出した。
決戦を控えた両軍の戦力は以下のとおりであった。
- フランス帝国軍：第3軍団（27,000名、砲45門） - ダヴー（実際には消耗で26,000前後）
  - 第1歩兵師団（10,000名、砲10門前後） - モラン
  - 第2歩兵師団（7,800名、砲8門） - フリアン
  - 第3歩兵師団（8,000名、砲8門） - ギュダン
  - 騎兵旅団（1,500名） - ヴィアラーネ
  - 軍団砲兵（砲17門） - アニック
- プロイセン王国軍：中央軍（63,000名、砲230門） - フリードリヒ・ヴィルヘルム3世、ブラウンシュヴァイク公
  - 前衛師団（7,000名） - ブリュッヘル
  - 主力軍（31,000名） - ブラウンシュヴァイク公
    - 第1師団（9,500名） - オラニエ公ウィレム・フレデリック（のちの初代オランダ王）
    - 第2師団（10,500名） - ヴァルテンシュレーヴェン伯
    - 第3師団（11,000名） - シュメッタウ伯

  - 予備軍（15,000名） - カルクロイト伯
    - 第1師団（7,700名） - キューハイム
    - 第2師団（7,300名） - アルニム

  - 未投入（10,000名）

ダヴーはただちに行動を開始した。まず、ギュダン師団にハッセンハウゼンを中心とした戦列を形成させた。続いて、いまだザーレ川対岸にある後続のモラン師団、フリアン師団、ヴィアラーネ騎兵旅団に戦場に急行するように命じた。さらにベルナドットの第1軍団に急ぎ支援に駆けつけるよう要請した。一方のプロイセン軍も、ブリュッヘル師団を左翼、シュメッタウ師団の先鋒を右翼とし、ギュダン師団に対する戦線を形成していった。
午前8時、最初に攻撃を仕掛けたのはブリュッヘルの騎兵旅団であった。ギュダンは部隊に方陣を組ませてこれに対抗した。ブリュッヘルは4度にわたって騎兵突撃を敢行するも、シュメッタウ師団との連携が十分ではなく、ギュダン師団の堅固な方陣に全て撃退された。
午前8時30分、フリアン師団が戦場に到着、ダヴーはこれをギュダン師団の右翼に展開させた。同じころ、プロイセン軍もシュメッタウ師団の本隊が到着、そのまま先鋒と合流して戦闘に参加した。後続の部隊は、このシュメッタウ師団を中央に展開、ヴァルテンシュレーヴェン師団先鋒は右翼、オラニエ師団先鋒は左翼についた。この時点でプロイセン軍は少なくとも25,000名、対するフランス軍は15,000名に過ぎなかったが、ダヴーは巧妙に部隊を動かし、プロイセン軍の攻撃をことごとく迎撃した。
午前9時、ヴィアラーネの騎兵旅団が到着、ダヴーはこれを右翼に投入した。ヴィアラーネ旅団はフリアン師団と協力して右翼の攻勢を強め、ブリュッヘル師団を後退させた。これによって生じた空隙を埋めるため、ブラウンシュヴァイクは右翼の部隊を一部左翼へ移動、このためギュダン師団にかかる負担が減少した。敵の攻勢の強い左翼をあえて正面から攻めず、右翼をついて支援に向けさせざるを得なくさせたダヴーの戦術の妙であった。
午前10時、ヴァルテンシュレーヴェン師団本隊が到着、そのまま先鋒と合流して戦闘に参加した。これによってプロイセン軍は、カルクロイト軍とオラニエ師団本隊を除く少なくとも30,000名がそろった。ブラウンシュヴァイクは主攻をハッセンハウゼンに定め、総攻撃を命令した。フランス軍はこの時点で16,000名、この日、もっとも戦力比が大きくなった瞬間だった。しかし、この状況にあってもダヴーは冷静かつ的確に指揮を執り、巧妙な部隊機動でプロイセン軍の攻勢に対処した。ギュダン師団が一時的に後退させられたものの、フランス軍はこの総攻撃に耐え抜いた。のみならず、ブラウンシュヴァイクとシュメッタウを負傷させた。両名は後送されたが、どちらもこの戦傷が元でまもなく死亡した。
最高司令官であるブラウンシュヴァイクの不在は、プロイセン軍の指揮系統を麻痺させた。次席のカルクロイトがただちに指揮権を継承するべきであったが、この時点で彼は戦場に到着しておらず、またブラウンシュヴァイクの負傷報告も届いていなかったため、指揮権の継承が行われなかった。プロイセン軍の旧式な通信能力が致命的な状況を招いたのである。事実上、この時点でプロイセン軍の指揮統制は崩壊し、各部隊級指揮官は独断で交戦することを余儀なくされた。
午前10時30分、フリードリヒ・ヴィルヘルム3世は、この日唯一の命令を下した。オラニエ師団本隊を戦場に投入したのである。しかし、王はオラニエ師団を2分割し、両翼の支援にまわすという戦力分散の愚を犯した。これによって両翼を一時的に支えることはできたものの、フランス軍へ効果的な打撃を加えることはできなかった。
午前11時、モラン師団が到着、ダヴーはこれを左翼に投入した。モラン師団は猛攻をかけ、投入されたばかりのオラニエ師団本隊を撃破、続いてヴァルテンシュレーヴェン師団も撃退した。この両師団の撃破直後、ようやくカルクロイト軍が戦場に到着した。キューハイム師団およびアルニム師団が投入されたものの、オラニエ師団とヴァルテンシュレーヴェン師団の敗走兵に前進を阻まれ、迅速な戦闘参加ができなかった。
午前12時、モラン師団はさらに前進、シュメッタウ師団の側面へ向かった。この猛攻を阻止すべく、ヴィルヘルム王子の騎兵旅団がモラン師団に対して突撃を敢行した。しかし、モランは素早く方陣を組ませ、この突撃を全て撃退した。ヴィルヘルム王子騎兵旅団は後退、援護を失ったシュメッタウ師団もまもなく崩壊した。
ここにおいてダヴーは総反攻を命令した。ギュダン師団・フリアン師団も反撃に転じ、指揮系統が崩壊して連携の取れないプロイセン軍を次々と撃破した。キューハイム師団・アルニム師団は友軍の後退を援護すべく、第3軍団の前に立ちはだかるも、あえなく撃退された。第3軍団は勢いに乗じてプロイセン軍を一挙にアウエルシュタットまで押し込んだ。
午後1時までにプロイセン軍の組織的抵抗は終了していた。フリードリヒ・ヴィルヘルム3世の手元には若干の予備兵力が残っていたが、すでに戦意を喪失していた王は、これを投入することなく総退却を開始させた。第3軍団は夜まで追撃を続行し、プロイセン軍の損害を増大させた。
このアウエルシュタットの戦いで、フランス軍第3軍団は総兵力の4分の1にあたる7,000名を失った。しかしこれに対し、プロイセン軍は兵員13,000名、砲115門という多大な損害を出していた。つまりダヴーの第3軍団は、実に2倍以上の敵軍を相手取り、2倍の損害を与え、勝利したのである。これほどの兵力差を覆した戦例は戦史上でも稀であり、ナポレオン戦争中には他に一例もない。フランス軍の質が勝っていたことも勝因の一つではあるが、ダヴーの傑出した戦術指揮能力がなければこの勝利はありえなかったであろう。

## 結果と影響
ダヴーの副官トロブリアンからアウエルシュタットの戦いの報告を聞いたナポレオンは、当初その内容を信じず、「貴官の元帥は物が二重に見えるに違いない」とからかった（ダヴーは極度の近眼だった）。しかし、報告が真実だとわかると、驚愕し、ダヴーを最大限の賛辞で褒め称えた。翌日発行された大陸軍広報第5号にはアウエルシュタットの戦いについて以下のように記している。
さらにナポレオンは1808年にはダヴーにアウエルシュタット公爵の称号を与えた。
対照的に叱責されたのがベルナドットだった。ベルナドットの第1軍団は、ダヴーの援軍に駆けつけず、一方の主戦場であるイエナにも参加しなかった。第1軍団は緩慢に行軍し、ドルンブルクを経由し、アポロダに到着したのは14日の夕刻であった。敵の主力を取り逃す可能性があったことを考えれば、ベルナドットの行動は批判されて当然であった。ナポレオンはベルナドットの処分も考えたが、彼の妻でナポレオンのかつての婚約者であるデジレ・クラリーへの配慮から処分は見送られたという。
ただし、こうしたベルナドット批判には多くの反論がある。例えば、ドルンブルク周辺の地形のために行軍が困難であったこと、あるいは強行軍でも戦場に駆けつけることは時間的に不可能であったこと、などである。もとより、第3軍団の危機的状況を招いたのは、上述のようにナポレオン自身の誤解に基づく命令であった。多くの歴史家は、このナポレオンの失敗を覆い隠すため、いわばスケープゴートとしてベルナドットが批判されたのではないか、と指摘している。
いずれにせよ、フランス軍は勝利した。両戦闘におけるプロイセン軍の損害は兵員38,000名、砲227門という甚大なものであった。その後の追撃戦は一方的な展開となった。傭兵軍であるプロイセン軍は、一度崩れると再編が困難であり、フランス軍の追撃に対して踏みとどまることができなかったのである。事実上、この戦いに敗北した時点でプロイセン軍は崩壊したといってよく、イエナ・アウエルシュタットの戦いは真に決定的な戦いであった。
揚々とイエナに入城するナポレオンを迎える市民の中に、当時イエナ大学で教授を務める哲学者ヘーゲルがいた。ナポレオンを見たヘーゲルは次のように評している。
| 「 | 「世界精神が馬に乗っている」 „Weltseele zu Pferde” | 」 |

## 戦後

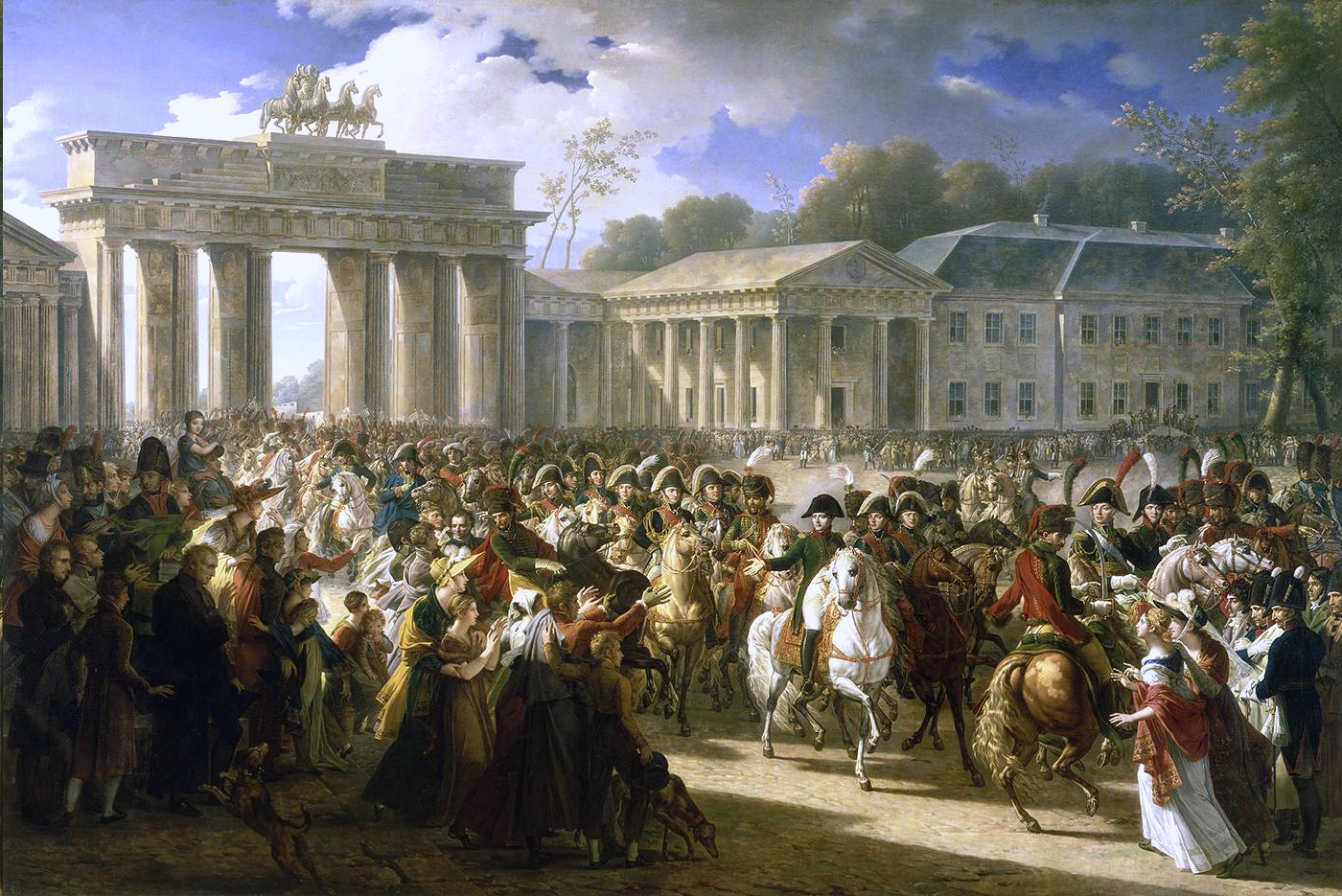
ナポレオンのベルリン入城
(画) シャルル・メニエ

イエナ・アウエルシュタットでプロイセン主力を打ち破ったフランス軍は、プロイセン本土（ブランデンブルク選帝侯領）まで一挙に侵攻した。10月25日、フランス軍は首都ベルリンへ入城した。その際、ナポレオンは戦功第一のダヴーに一番乗りの栄誉を与えた。11月半ばまでにフランス軍は全土を制圧、最終的に死亡24,000名、捕虜140,000名の損害を出してプロイセン軍は壊滅した。プロイセン軍で最後まで抵抗を続けたのは、リューベックのブリュッヘルとシャルンホルスト、そしてマクデブルクのグナイゼナウの指揮する軍であった。彼らは後に、プロイセン軍の改革に大きな役割を果たすこととなる。
こうしてプロイセンはフランスの支配下に置かれることとなったが、戦争そのものはまだ終わらなかった。ケーニヒスベルクに逃亡したフリードリヒ・ヴィルヘルム3世は、ロシアの援軍を引き込み、フランスから国土を回復しようとしていた。これに応え、ロシア軍は約10万の軍を東プロイセンへ集結させた。ナポレオンはプロイセンの側面の安全を確保するため、そしてロシア軍を打ち破って講和の席に着かせるため、ポーランドへの侵攻を開始するのである。
プロイセン王に代わって王妃ルイーゼがフランスに対して講和を求めることになった。ルイーゼはナポレオンにプロイセンに対する温厚な処置を求めたが、ナポレオンは王妃に対して極めて冷淡であった。プロイセンの戦後処理は翌年7月のティルジットの和約によって決定され、プロイセンはエルベ川以西の領土とポーランドを失い、1億2000万フランの賠償金を課せられた。陸軍の人員も4万人にまで制限され、長い雌伏を耐えることを迫られた。